# Euomphalus
Euomphalus J. de C. Sowerby, 1814 è un genere estinto di molluschi gasteropodi appartenente alla famiglia Euomphalidae. I suoi fossili si rinvengono in un arco temporale assai lungo, dal Siluriano (circa 440 milioni di anni fa) al Permiano medio (255 milioni di anni fa) in tutto il mondo.

## Descrizione
Questi primitivi gasteropodi possedevano una conchiglia dalla forma decisamente singolare: l'avvolgimento delle spire era discoidale, ma il bordo esterno possedeva un'angolatura caratteristica che percorreva l'intera conchiglia. È probabile che questa zona, nell'animale vivente, fosse occupata da un canale esalante. Il margine inferiore era arrotondato, mentre le suture erano profonde. La superficie del guscio era ornata da alcune sottili coste di accrescimento e da tubercoli di piccole dimensioni. La parete della conchiglia, decisamente spessa, era costituita da uno strato interno lamellare e da uno strato esterno prismatico. L'animale intero doveva essere piuttosto grosso per un gasteropode: la sola conchiglia, infatti poteva misurare anche otto centimetri.

## Biologia
L'euonfalo si spostava per reptazione lungo il substrato marino, cibandosi di vegetali. Era una forma marina bentonica i cui fossili sono comuni sia nei depositi detritici di Siluriano, Carbonifero e Permiano, sia nelle scogliere formatesi nel Devoniano. Una delle specie più comuni è Euomphalus pentangulatus.

## Alcune specie

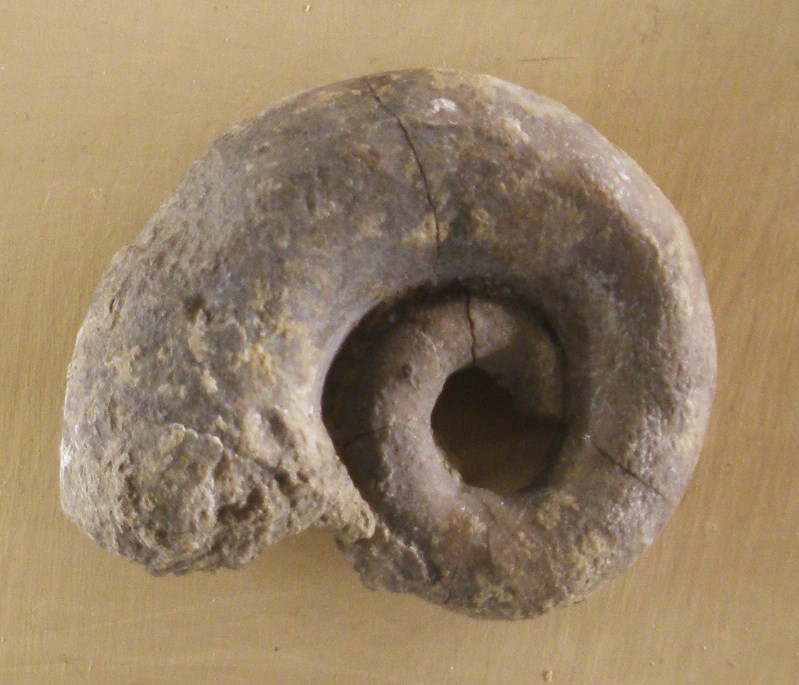
Euomphalus laevis
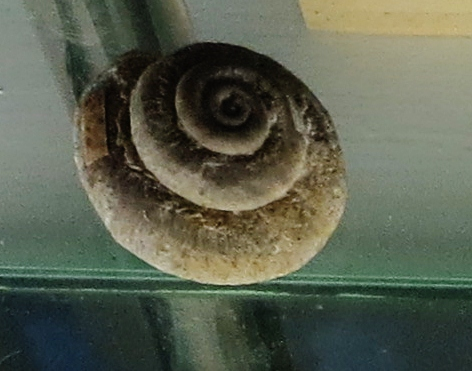
Euomphalus dionisii
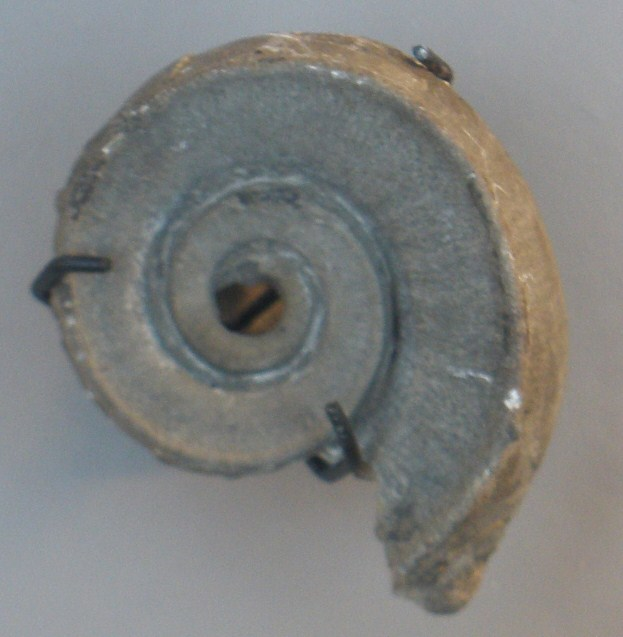
Euomphalus crateriformis
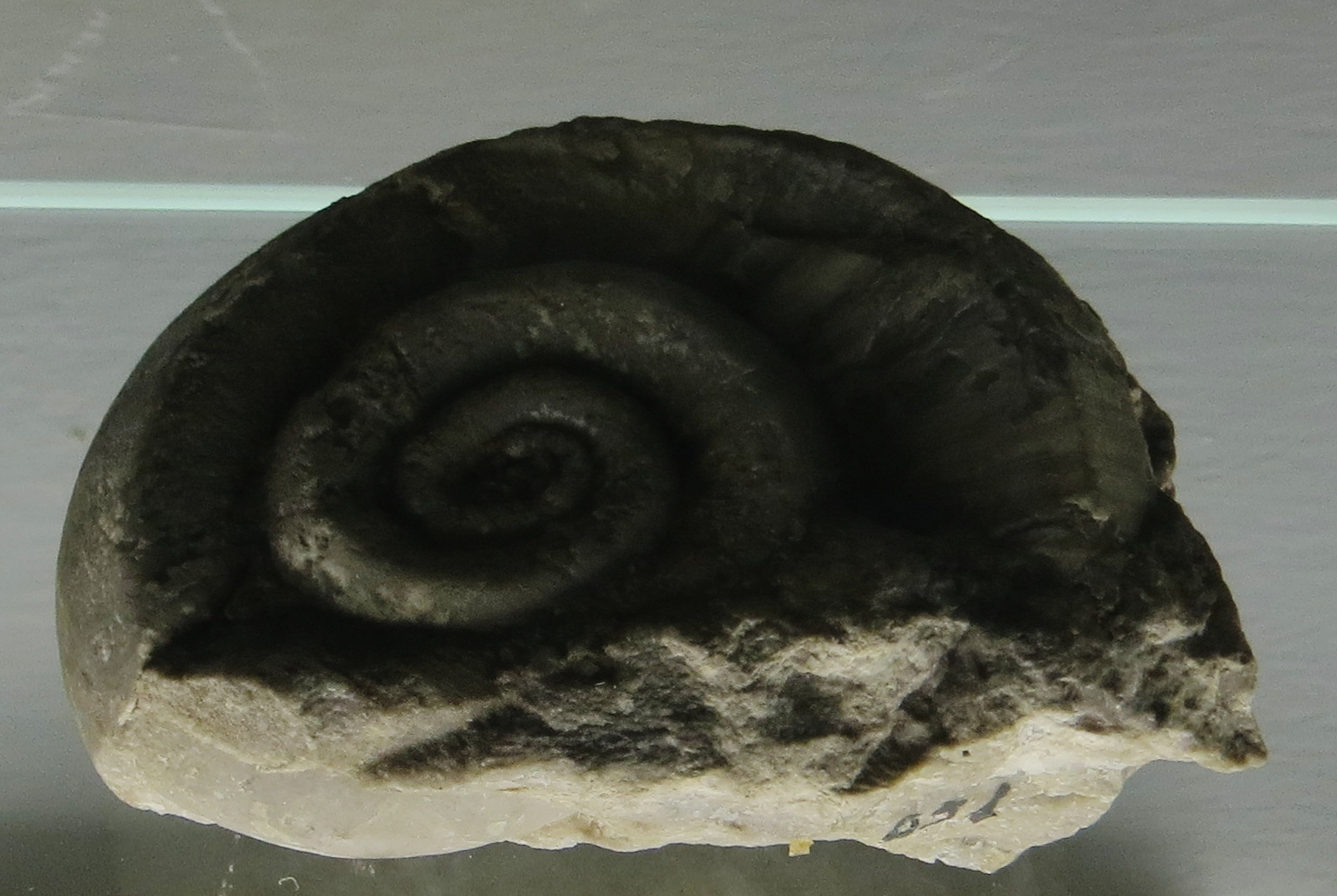
Euomphalus pentangulatus